# 218-as busz (Budapest)

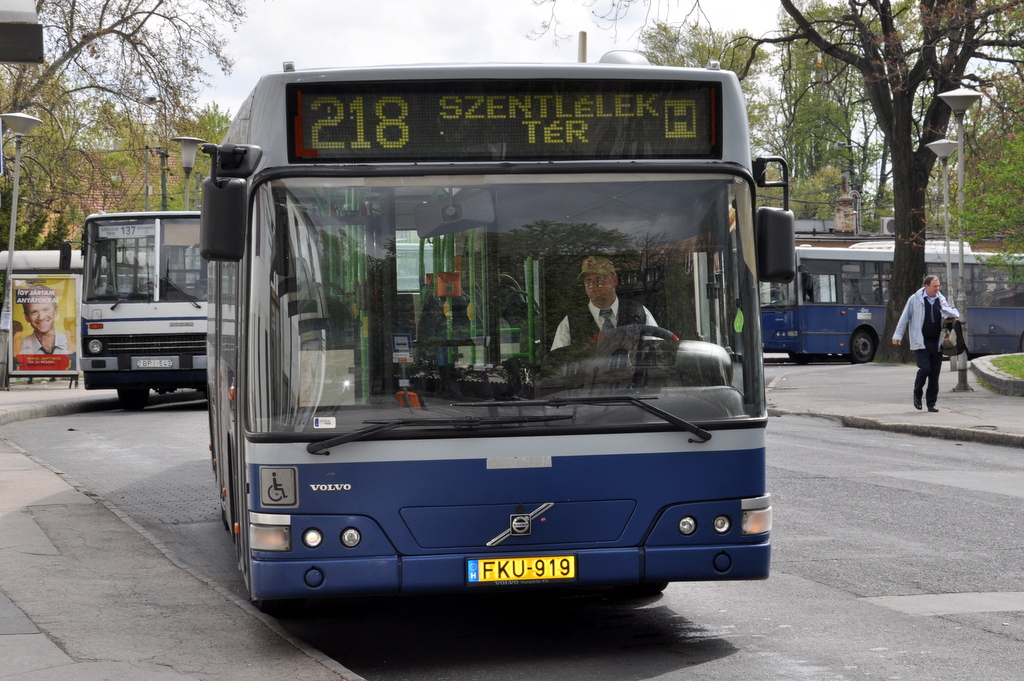
Korábban Volvo 7700A típusú csuklós buszok közlekedtek

A budapesti 218-as jelzésű autóbusz a Szentlélek tér és Solymár, Auchan áruház között közlekedik. A vonalat 2014. május 11. előtt a Budapesti Közlekedési Zrt., 2024-ig a Volánbusz, 2025-től pedig a MÁV Személyszállítási Zrt. üzemelteti. Az Auchan áruház zárvatartása esetén csak a Pilisborosjenő, Téglagyári tér megállóhelyig közlekedik.
Mindenszentek idején 118B jelzéssel betétjárata is közlekedik a Szentlélek tér és az Óbudai autóbuszgarázs között, az alapjárattal felváltva az Óbudai temető könnyebb megközelítése érdekében.

## Története
A 2008-as paraméterkönyv második ütemének bevezetéséig, szeptember 5-ig 18-as jelzéssel közlekedett. A 18-as buszjárat külső végállomása 2005. november 15. előtt a pilisborosjenői téglagyárnál volt; a járatot a solymári Auchan áruház 2005. november 11-i megnyitása után négy nappal később hosszabbították meg két megállóval, az áruház mellett kialakított új buszvégállomásig.
2012. július 1-jétől az autóbuszra csak az első ajtónál lehet felszállni, ahol a járművezető ellenőrzi a jegyek és bérletek érvényességét. Ekkor történt meg a típuscsere is, a Volvo 7700A típusú buszok helyett Mercedes-Benz Citarók közlekedtek. 2014. május 11-étől a Volánbusz MAN Lion’s City autóbuszai közlekednek a vonalon.
2016. július 9-étől a Pomázi út–Aranyvölgy utca útvonalon közlekedik, ezért nem érinti az ATI és a Bóbita utca megállókat, illetve új megállókat kap:  Óbudai autóbuszgarázs, Óbuda vasútállomás (Aranyhegyi út), Aranyvölgy utca 14., Aranyvölgy vasútállomás, Ürömhegyi út.
2017. május 15-étől a Szentlélek tér felé a Szőlővész utcánál is megáll.
2020. augusztus 20-ától jelentősen ritkítva közlekedik, a kimaradó indulásokat a sűrűbb megállókiosztással járó 820-as, 830-as, illetve az újonnan indított 848-as jelzésű helyközi buszok pótolják.

## Útvonala
| Solymár, Auchan áruház felé |
| Szentlélek tér H vá. – Szentlélek tér – Tavasz utca – Flórián tér – Vörösvári út – Bécsi út – Pomázi út – felüljáró – Aranyhegyi út – szervizút – Aranyvölgy utca – Bécsi út – Üröm, Külső Bécsi út – Pilisborosjenő, Külső Bécsi út – Téglagyári tér – Solymár, Külső Bécsi út – Auchan bekötőút – Solymár, Auchan áruház vá. |
| Szentlélek tér felé |
| Solymár, Auchan áruház vá. – Auchan bekötőút – Külső Bécsi út – Budapest, Bécsi út – Aranyvölgy utca – szervizút – Aranyhegyi út – felüljáró – Pomázi út – Bécsi út – Vörösvári út – Flórián tér – Serfőző utca – Árpád fejedelem útja – Szentlélek tér H vá.                                                                  |

## Megállóhelyei
| 218 (Szentlélek tér H ◄► Pilisborosjenő, Téglagyári tér ◄► Solymár, Auchan áruház)                                  | 218 (Szentlélek tér H ◄► Pilisborosjenő, Téglagyári tér ◄► Solymár, Auchan áruház) | 218 (Szentlélek tér H ◄► Pilisborosjenő, Téglagyári tér ◄► Solymár, Auchan áruház) | 218 (Szentlélek tér H ◄► Pilisborosjenő, Téglagyári tér ◄► Solymár, Auchan áruház) | 218 (Szentlélek tér H ◄► Pilisborosjenő, Téglagyári tér ◄► Solymár, Auchan áruház) | 218 (Szentlélek tér H ◄► Pilisborosjenő, Téglagyári tér ◄► Solymár, Auchan áruház)        | 218 (Szentlélek tér H ◄► Pilisborosjenő, Téglagyári tér ◄► Solymár, Auchan áruház) | 218 (Szentlélek tér H ◄► Pilisborosjenő, Téglagyári tér ◄► Solymár, Auchan áruház) |
| Perc (↓) | Perc (↓)                                                                           | Megállóhely                                                                        | Perc (↑)                                                                           | Perc (↑)                                                                           | Átszállási kapcsolatok                                                                    | Létesítmények                                                                      |                                                                                    |
| --- | ---------------------------------------------------------------------------------- | ---------------------------------------------------------------------------------- | ---------------------------------------------------------------------------------- | ---------------------------------------------------------------------------------- | ----------------------------------------------------------------------------------------- | ---------------------------------------------------------------------------------- | ---------------------------------------------------------------------------------- |
| 0 | 0                                                                                  | Szentlélek tér H végállomás                                                        | 23                                                                                 | 31                                                                                 | 29, 34, 106, 118, 134, 137, 226, 237 1, 1A                                                | Autóbusz-állomás, HÉV-állomás, Múzeum                                              |                                                                                    |
| ∫ | ∫                                                                                  | Serfőző utca                                                                       | 22                                                                                 | 30                                                                                 | 29, 34, 106, 137, 226, 237 1, 1A                                                          |                                                                                    |                                                                                    |
| 2 | 1                                                                                  | Flórián tér                                                                        | 21                                                                                 | 29                                                                                 | 9, 29, 34, 106, 111, 118, 134, 137, 226, 237 800, 815, 820, 821, 830, 832, 840, 848 1, 1A |                                                                                    |                                                                                    |
| 3 | 2                                                                                  | Vihar utca (↓) Szőlő utca (↑)                                                      | 20                                                                                 | 28                                                                                 | 137, 237                                                                                  |                                                                                    |                                                                                    |
| 5 | 4                                                                                  | Óbudai rendelőintézet                                                              | 19                                                                                 | 26                                                                                 | 137, 160, 237, 260 820, 821, 830, 832, 840, 848 1, 1A                                     | III. kerületi szakorvosi rendelő                                                   |                                                                                    |
| 7 | 5                                                                                  | Bécsi út / Vörösvári út                                                            | 17                                                                                 | 24                                                                                 | 137, 160, 237, 260 800, 815, 820, 821, 830, 832, 840, 848 1, 1A, 17, 19, 41               |                                                                                    |                                                                                    |
| ∫ | ∫                                                                                  | Laborc utca                                                                        | 16                                                                                 | 23                                                                                 | 160, 260                                                                                  |                                                                                    |                                                                                    |
| 9 | 6                                                                                  | Orbán Balázs utca                                                                  | 15                                                                                 | 22                                                                                 | 160, 260 820, 821, 830, 832, 840, 848                                                     | BEPA fürdőszobaszalon                                                              |                                                                                    |
| 11 | 7                                                                                  | Bojtár utca (Bécsi út) (↓) Bojtár utca (↑)                                         | 14                                                                                 | 21                                                                                 | 118, 160, 260 815, 820, 821, 830, 832, 840, 848                                           |                                                                                    |                                                                                    |
| 12 | 8                                                                                  | Kubik utca                                                                         | 13                                                                                 | 19                                                                                 | 118, 160, 260                                                                             |                                                                                    |                                                                                    |
| 13 | 9                                                                                  | Óbudai temető                                                                      | 12                                                                                 | 18                                                                                 | 118, 160, 260 820, 821, 830, 832, 840, 848                                                | Óbudai temető                                                                      |                                                                                    |
| ∫ | ∫                                                                                  | Óbudai temető                                                                      | 11                                                                                 | 17                                                                                 | 118, 160, 260 820, 821, 830, 832, 840, 848                                                | Óbudai temető                                                                      |                                                                                    |
| 14 | 10                                                                                 | Óbudai autóbuszgarázs                                                              | 10                                                                                 | 15                                                                                 | 118, 160 848                                                                              | Óbudai autóbuszgarázs                                                              |                                                                                    |
| 17 | 12                                                                                 | Óbuda vasútállomás (Aranyhegyi út)                                                 | 8                                                                                  | 12                                                                                 | 848 S72 S76                                                                               |                                                                                    |                                                                                    |
| 18 | 13                                                                                 | Aranyvölgy utca 14.                                                                | 7                                                                                  | 11                                                                                 | 848                                                                                       |                                                                                    |                                                                                    |
| 19 | 14                                                                                 | Aranyvölgy vasútállomás                                                            | 6                                                                                  | 10                                                                                 | 260 848 S72 Z72 S76                                                                       |                                                                                    |                                                                                    |
| ∫ | ∫                                                                                  | Szőlővész utca                                                                     | 5                                                                                  | 9                                                                                  | 848                                                                                       |                                                                                    |                                                                                    |
| 20 | 15                                                                                 | Ürömhegyi út                                                                       | 5                                                                                  | 9                                                                                  | 848                                                                                       |                                                                                    |                                                                                    |
| 21 | 16                                                                                 | Üröm vasúti megállóhely                                                            | 4                                                                                  | 8                                                                                  | 800, 815, 820, 821, 830, 832, 840, 848 S72 S76                                            |                                                                                    |                                                                                    |
| Budapest–Üröm közigazgatási határa                                                                                  |                                                                                    |                                                                                    |                                                                                    |                                                                                    |                                                                                           |                                                                                    |                                                                                    |
| 22 | 17                                                                                 | Tücsök utca                                                                        | 3                                                                                  | 7                                                                                  | 820, 821, 830, 832                                                                        |                                                                                    |                                                                                    |
| Üröm–Pilisborosjenő közigazgatási határa                                                                            |                                                                                    |                                                                                    |                                                                                    |                                                                                    |                                                                                           |                                                                                    |                                                                                    |
| 23 | 18                                                                                 | Solymár, Téglagyári bekötőút                                                       | 2                                                                                  | 6                                                                                  | 820, 821, 830, 832                                                                        |                                                                                    |                                                                                    |
| 24 | 19                                                                                 | Külső Bécsi út 35.                                                                 | 1                                                                                  | 5                                                                                  | 820, 821, 830, 832                                                                        |                                                                                    |                                                                                    |
| 25 | 19                                                                                 | Kövesbérci utca                                                                    | 0                                                                                  | 4                                                                                  | 820, 821, 830, 832                                                                        |                                                                                    |                                                                                    |
| 25 | 20                                                                                 | Pilisborosjenő, Téglagyári tér végállomás                                          | 0                                                                                  | ∫                                                                                  | 820, 821, 830, 832                                                                        |                                                                                    |                                                                                    |
| Pilisborosjenő–Solymár közigazgatási határa                                                                         |                                                                                    |                                                                                    |                                                                                    |                                                                                    |                                                                                           |                                                                                    |                                                                                    |
| Hajnalban, éjszaka, vasárnap és ünnepnapokon Solymár, Szarvas és Solymár, Auchan áruház megállóhelyeket nem érinti. |                                                                                    |                                                                                    |                                                                                    |                                                                                    |                                                                                           |                                                                                    |                                                                                    |
| 26 | ∫                                                                                  | Solymár, Szarvas                                                                   | ∫                                                                                  | 3                                                                                  | 820, 821, 830, 832                                                                        |                                                                                    |                                                                                    |
| 28 | ∫                                                                                  | Solymár, Auchan áruház végállomás                                                  | ∫                                                                                  | 0                                                                                  | 64 830                                                                                    | Auchan áruház                                                                      |                                                                                    |